# Glinojeck
Glinojeck – miasto w Polsce w województwie mazowieckim, w powiecie ciechanowskim, siedziba gminy miejsko-wiejskiej Glinojeck. Miasto leży na zachód od Ciechanowa, na Równinie Raciąskiej nad rzeką Wkrą, na Mazowszu. W latach 1975–1998 miasto administracyjnie należało do woj. ciechanowskiego.
Według danych GUS z 31 grudnia 2022 r. miasto zamieszkiwało 2809 mieszkańców (w tym 1412 kobiet oraz 1397 mężczyzn).

## Położenie
Glinojeck leży na skrzyżowaniu dróg krajowych nr 7 (E77: Warszawa–Gdańsk) i nr 60 (Płock – Ciechanów). Gmina posiada największą w Europie środkowo-wschodniej cukrownię zarządzaną przez spółkę Pfeifer & Langen Polska S.A.

## Historia
Pierwsza wzmianka o miejscowości Glinojeck pochodzi z 1403 r. Należał on wtedy do powiatu sulerzyskiego, później niedzborskiego w ziemi zawkrzeńskiej. Był własnością szlachecką. Na przestrzeni wieków należał do różnych właścicieli. W 1418 r. był nim Guntek herbu Prus, w 1448 r. występuje Mikołaj, dziedzic Glinojecka, brat poprzedniego, potem Stanisław Guntkowic. Przez dłuższy czas należał Glinojeck do Glinojeckich, jednakże urodzony w 1779 r. Antoni Glinojecki był w pierwszej połowie XIX w. dziedzicem sąsiednich Szyjk, tak jak i jego syn Franciszek. W 1859 r. założona została przez spółkę obywatelską cukrownia „Izabelin” której osada zawdzięcza swój rozwój. Robotnicy z cukrowni uczestniczyli w powstaniu styczniowym, a także w strajkach w 1918, kiedy to utworzyli radę delegatów robotniczych. Podczas II wojny światowej wielu cukrowników walczyło z okupantem. W 1977 wybudowano nowoczesny kombinat cukrowniczy.
Glinojeck prawa miejskie uzyskał 1 października 1993 roku.

### Kalendarium
- 1992
  - Powstał Gminny Ośrodek Kultury.

Cukrownia Glinojeck

  - Samorząd gminny przejął orkiestrę dętą od Cukrowni Glinojeck.
  - Zostało uruchomione kąpielisko nad rzeką Wkrą.
- 1993
  - 1 października – Glinojeck otrzymał status miasta.
  - Wydany został 1 numer gazetki samorządowej Wieści Glinojecka.
- 1998 – Po raz pierwszy w Glinojecku odbył się Międzynarodowy Festiwal Folklorystyczny „Kupalnocka”.
- 2003
  - 600-lecie Glinojecka.
  - Odbył się międzypaństwowy mecz piłki ręcznej kobiet Polska-Rosja[4]
- 2004 – Odbył się Drużynowy Puchar Polski Kobiet w Podnoszeniu Ciężarów.
- 2005 – Do użytku została oddana nowa oczyszczalnia ścieków.
- 2006 – Przed kościołem został odsłonięty i poświęcony pomnik św. Stanisława, patrona miejscowej parafii.
- 2008
  - Glinojeck obchodził 15 rocznicę nadania praw miejskich.
  - W Glinojecku po raz pierwszy odbył się Międzynarodowy Festiwal Piosenki i Kultury Romów.
- 2010
  - Do użytku został przekazany kompleks sportowy „Orlik”.
  - Odbyły się Mistrzostwa Polski w podnoszeniu ciężarów.

## Demografia

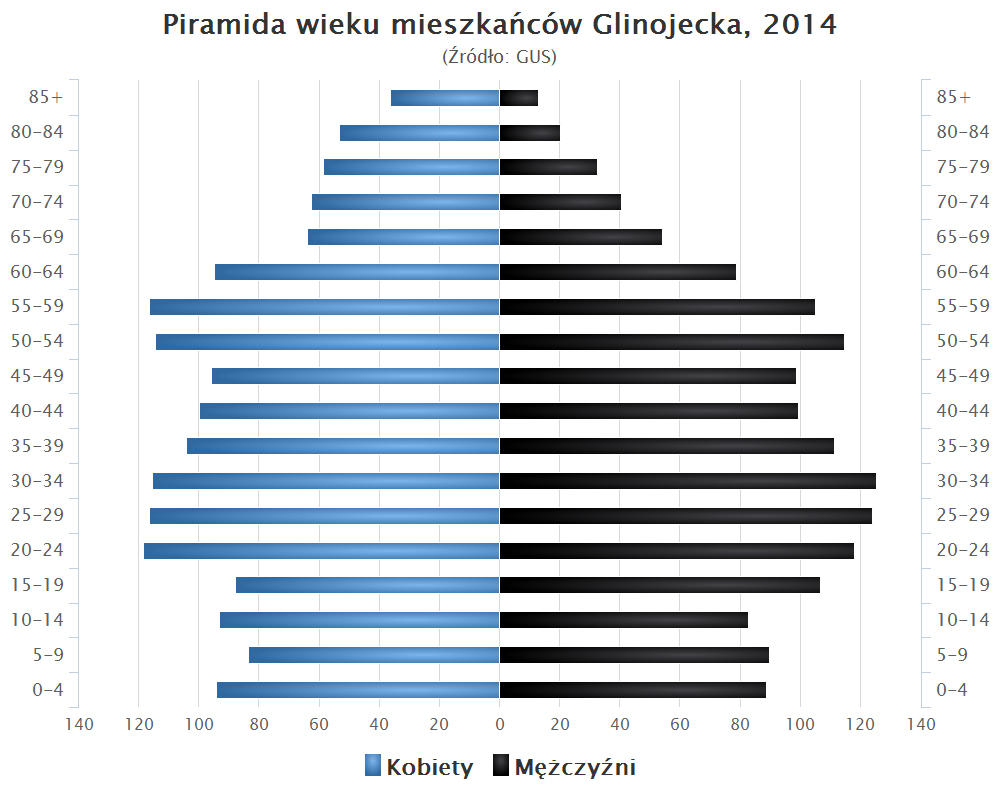
Piramida wieku mieszkańców Glinojecka w 2014 roku

## Polityka
Burmistrzowie:

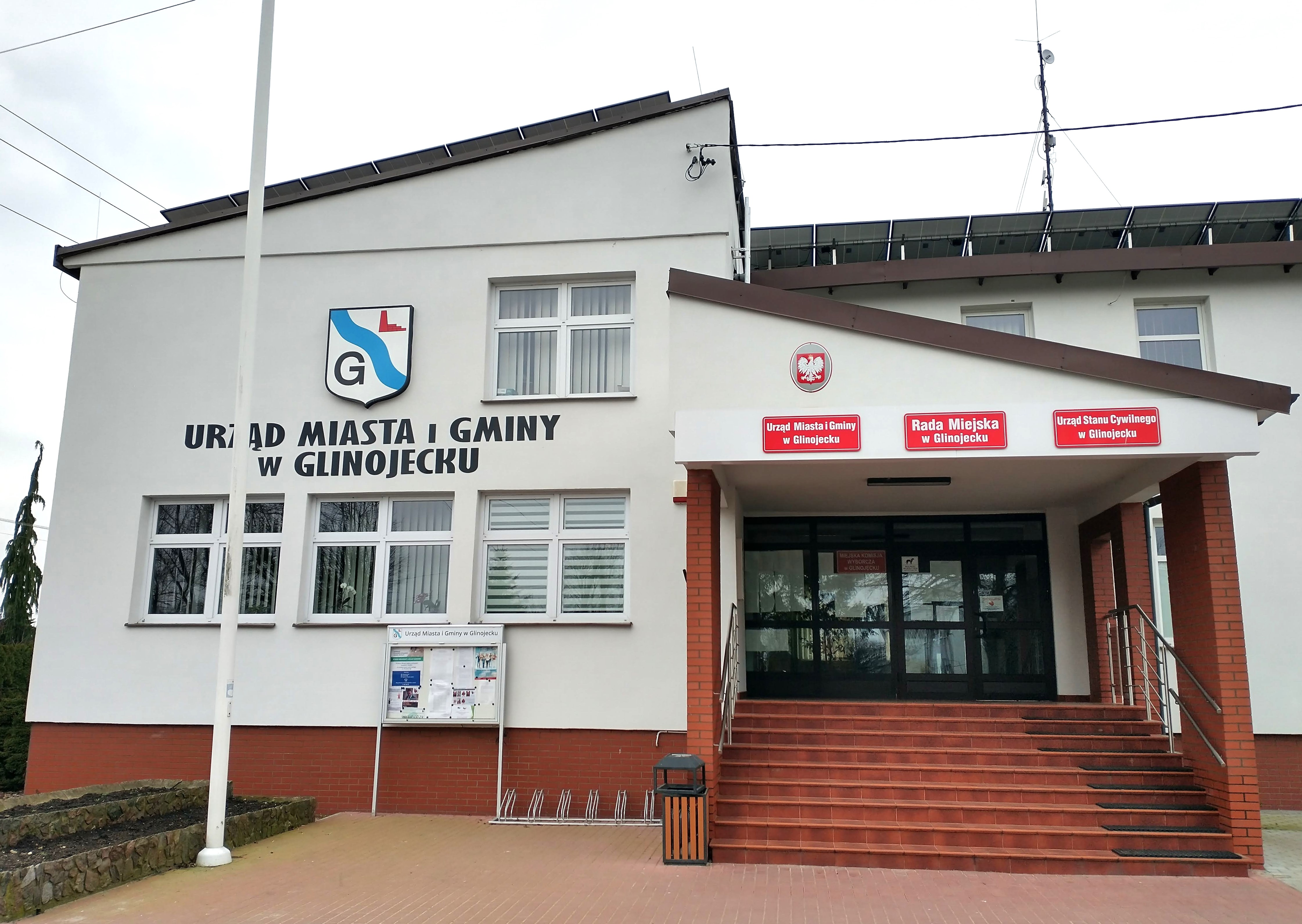
Urząd Miasta i Gminy w Glinojecku

- 1993–2017 – Waldemar Jerzy Godlewski
- od 2017 – Łukasz Kapczyński

## Architektura

### Zabytki

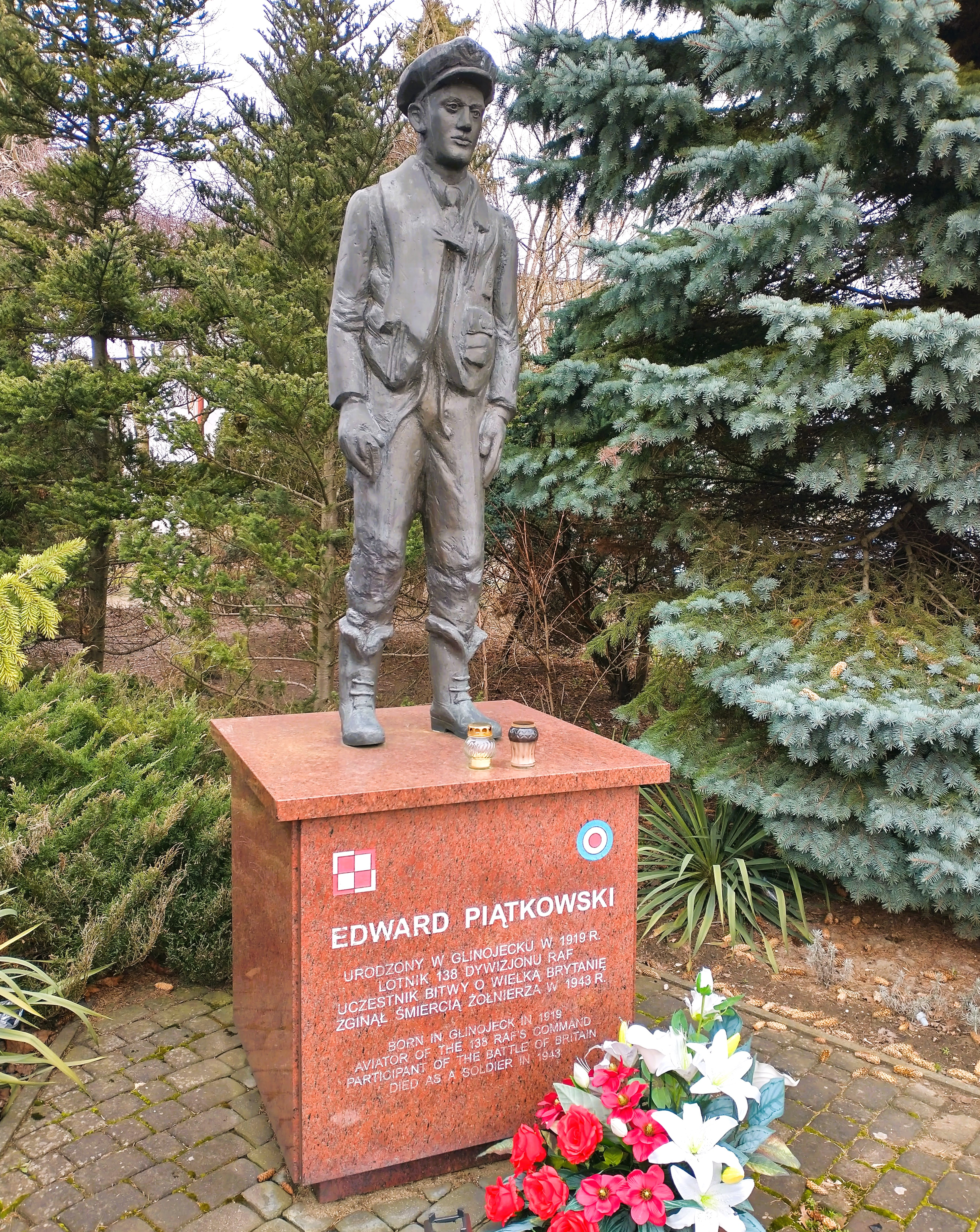
Pomnik lotnika RAF, Edwarda Piątkowskiego z Glinojecka, poległego w 1943

Dwór w Glinojecku

- Dwór w Glinojecku

## Media
Miasto od 1993 roku posiada własną, bezpłatną gazetę lokalną. Do roku 2013 redaktorem naczelnym był Tadeusz Woicki. Od 2013 do początku 2015 roku gazeta nie była wydawana z powodów finansowych. W marcu 2015 roku wznowiono wydawanie Wieści Glinojecka. W latach 2015–2018 redaktor naczelną gazety była Małgorzata Żdanowska, a od 2019 Barbara Tokarska-Wójciak.
W 2013 roku z inicjatywy osób prywatnych funkcjonowanie rozpoczęły portale informacyjne glinojeck.info oraz mojglinojeck.pl.

## Religia
Kościół katolicki

Kościół Chrystusa Odkupiciela

- parafia św. Stanisława Biskupa Męczennika.

Świadkowie Jehowy
- zbór Glinojeck z Salą Królestwa[8].

## Sport i rekreacja
W mieście funkcjonuje klub sportowy MKS „Kryształ” Glinojeck, który w sezonie 2023/2024 gra w klasie okręgowej (grupa ciechanowsko-ostrołęcka). Mecze odbywają się na wielofunkcyjnym Stadionie Miejsko-Gminnym na 658 widzów przy ul. Parkowej 22.

## Burmistrzowie Glinojecka
- Waldemar Godlewski (1990-1993) (jako wójt)
- Waldemar Godlewski (1993-2017)
- Łukasz Kapczyński (2017-nadal)